# MU-2
MU-2 — чехословацкая танкетка.

## История
Выпущенная ранее танкетка P-I провалила испытания ввиду множества факторов, в том числе и неправильно установленного вооружения. Оно не позволяло вести круговой обстрел. Ввиду этого армейские специалисты потребовали установить башню для улучшения боевых качеств.
Решив сыграть на опережение, в 1931 году фирма Škoda предложила именно такой вариант танкетки. Вместо обычного «ящика» танкетка получила низкий, но длинный корпус. Из вооружения оставался тяжёлый пулемёт Шварцлозе, который можно было установить в цилиндрическую башню. Танкетка защищалась слабо: бронелистами толщиной 4-5,5 мм. Ходовая часть была идентична подобному компоненту у Carden-Loyd Mk VI.
Испытания башенной танкетки, получившей обозначение MU-2, проводились в течение 1932 года и не принесли желаемого успеха. По большинству параметров она оказалась хуже Mk.VI, а наличие башни создавало дополнительную тесноту. Армия отказалась принимать танкетку на вооружение, и вскоре её разобрали.